# 독수리상어

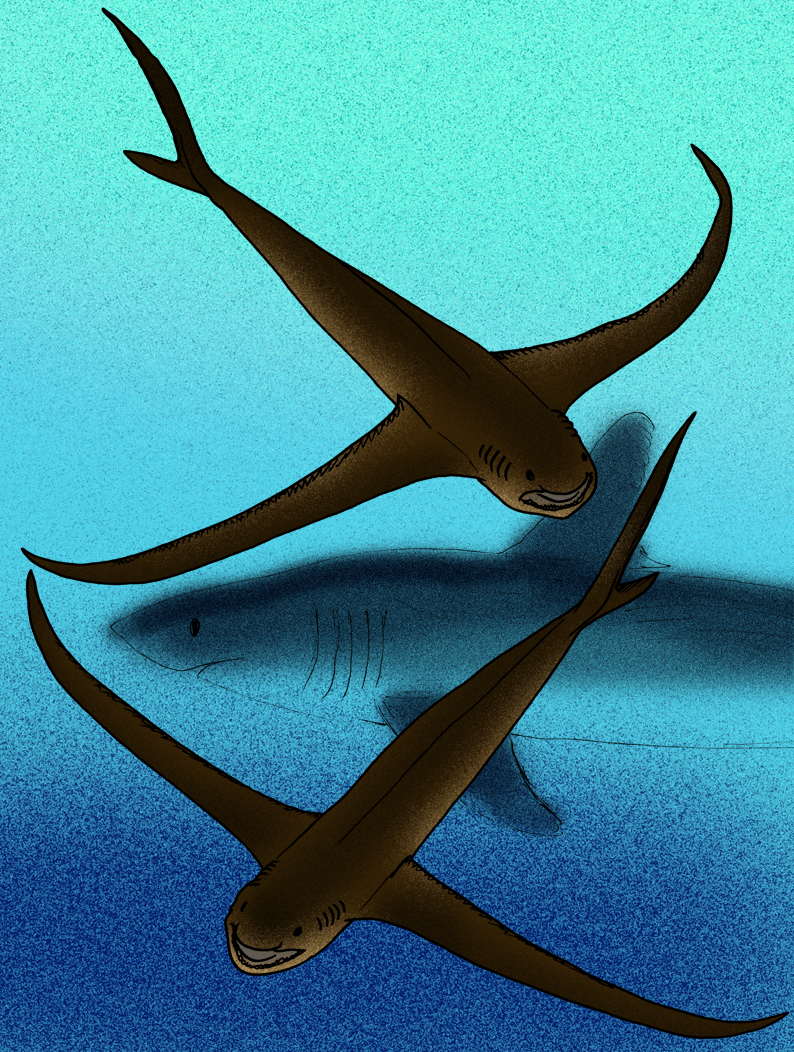

독수리상어(학명:Aquilolamna milarcae)는 악상어목 독수리상어과에 속하는 어류이다. 지금은 멸종된 고대의 상어로 몸길이가 1.65m인 상어이다.

## 특징
독수리상어는 양쪽의 가슴지느러미가 펼쳐진 모습이 마치 독수리의 한 종류인 대머리 독수리와 닮았으며 이로 인해 이름이 독수리상어라고 명명된 종이다. 영어권에선  이글 샤크(Eagle Shark)라는 이름으로 불리며 옆줄을 토대로 몸의 등쪽은 갈색에 흰색의 반점을 가졌고 배쪽은 흰색을 가진 종이다. 학명은 프랑스의 고생물학자인 로맹 뷜로 박사가 화석을 보관할 박물관인 아킬로니마 박물관의 명칭을 따서 아킬로람나 밀라르카이로 명명했다. 독수리상어는 고래상어, 돌묵상어, 뱀상어와 같이 표영성 상어가 가지는 전통적인 특징을 공유하여 잘 발달된 꼬리지느러미와 유선형의 몸통을 가지고 있다. 지느러미는 다른 상어종들과 대체로 흡사하지만 가슴지느러미가 양쪽으로 펼쳐진 길이는 1.90m로 몸의 길이보다 더 길었으며 끝에서 끝까지의 너비가 다른 상어들보다 길었고 꼬리지느러미의 추력을 이용해 앞으로 헤엄치는 능력을 가지고 있었다. 독수리상어는 날씬하고 길게 펼쳐진 가슴지느러미의 모습이 마치 가오리와 상어를 합쳐놓은 모습을 보이며 몸길이보다도 길은 가슴지느러미를 이용해 수중을 마치 비행하듯이 미끄러지면서 부드럽게 움직이는 추진력을 가졌지만 유영하는 속도는 그리 빠르지가 않았을 것으로 추정된다. 먹이로는 현생의 고래상어, 돌묵상어, 넓은주둥이상어와 같이 당시에 생존했던 작은 물고기와 플랑크톤과 같은 요각류를 주로 섭이했을 것으로 보이며 이빨은 이들의 상어처럼 매우 작게 퇴화된 여과 섭식 상어로 보이고 멸종하기 직전에 작은 이빨이 완전히 퇴화되어 사라진 것으로 추정된다.

## 생존 시기와 서식지와 화석의 발견
독수리상어는 백악기에 서식했던  어종으로 지금으로부터 9300만년~6600만년에 서식했던 상어이다. 독수리상어가 생존했던 시기에는 주로 미국, 멕시코, 남아메리카 등의 태평양 일대에서 서식했던 어종으로 추정되며 2021년에 새로이 발굴되어 명명이 된 종이다. 화석이 발굴된 곳은 멕시코 북동부 발레실로의 석회암을 주로 채집하는 채석장에서 발견이 되었다. 백악기 당시에 수심 10~90m의 연안에서 주로 서식했을 것으로 추측된다.

## 같이 보기
- 악상어목
- 백악기
- 연골어류
- 화석